# Műemléki környezet
Műemléki környezet a műemlék és a műemléki jelentőségű terület közvetlen környezete, amit védetté nyilvánítottak. Területén minden építészeti-városrendezési feladatot a műemlék városképi érvényesülésének kell alárendelni, ezt törvényben szabályozzák.